# Ellersell (Bülstringen)
Ellersell ist ein Wohnplatz der Gemeinde Bülstringen in Sachsen-Anhalt.

## Lage
Die Ortschaft liegt etwa sechs Kilometer südlich von Calvörde und einen Kilometer südlich von Wieglitz im Landkreis Börde, Sachsen-Anhalt. Im Westen erstreckt sich der Calvörder Forst sowie die Calvörder Berge und der Rabenberg. Der Ort liegt am Mittellandkanal und an der Landstraße 25, die Bülstringen mit Calvörde verbindet.

## Geschichte
Die erste urkundliche Erwähnung erfolgte 1197. Der Name könnte sich von Sol im Sinne von Sumpf ableiten. 1298 wurde Ellersell dem Kloster Althaldensleben überlassen.
Der Ort wird im späten Mittelalter als wüst bezeichnet. Politisch gehörte der Ellersell bis zum 31. Dezember 2009 zur ehemaligen Gemeinde Wieglitz. Durch Eingemeindung der Gemeinde Wieglitz nach Bülstringen zum 1. Januar 2010 ist der Ort ein Wohnplatz von Bülstringen. 